# Fortuna brass
Fortuna brass band — российский эстрадно-джазовый ансамбль медных духовых инструментов.

## История
Коллектив был создан в апреле 2003 года студентом Московской государственной консерватории им. П. И. Чайковского Александром Шаталовым. Первоначально в состав коллектива вошли студенты консерватории, большинство из них — участники образцового молодёжного эстрадно-духового оркестра «АЛЕКО», в составе которого А. Шаталов выступал с 1998 по 2001 год. Состав инструментов Fortuna brass band периода 2003—2005 гг. — классический брасс-квинтет: две трубы, валторна, тромбон и туба. В мае 2003 года к этому составу добавляется перкуссия. В таком составе коллектив записал в июне 2003 года первый (пилотный) альбом «Living brass music».
В 2004 году был записан первый профессиональный альбом «The Classics of Soviet Movie». В этот альбом вошли композиции из популярных советских кинофильмов «Девчата», «Операция "Ы" и другие приключения Шурика», «Покровские ворота», «Служебный роман» и др., а также мелодии из зарубежных фильмов, популярных в советское время. В мае 2005 года ансамбль совершает первые заграничные гастроли в Японию, исполнив в Киото на международном студенческом фестивале программу русской классической музыки: квинтет Виктора Эвальда, «Рассвет на Москве-реке» и «Ночь на лысой горе» М. Мусоргского и «Танец с саблями» А. Хачатуряна. В 2006 году состав коллектива претерпел изменения: место валторны занял тенор-тромбон. В 2007 году Fortuna brass band стал лауреатом Московского международного молодёжного фестиваля «Фестос» в номинации «Весенний студенческий джаз». К 2008 году ансамбль дал более 300 концертов в России и за рубежом.
Осенью 2009 года участники ансамбля приняли участие в открытии XIII Международного джаз-фестиваля «Евразия-2009» имени Юрия Саульского в Оренбурге. В 2009 году коллектив с большим успехом выступил в Вене. Осенью 2010 года вышел новый CD-альбом «Made in Brass», для участия в котором были привлечены многие дополнительные инструменты, в том числе флюгельгорн, труба пиколло и баян.
Летом 2019 музыканты приняли участие в записи эфира телепередачи Клуб «Шаболовка 37» на телеканале «Культура»
В 2019 году коллектив стал финалистом Всероссийского международного фестиваля духовых оркестров на ВДНХ. В октябре 2019 году участники коллектива выступают с премьерой программы «Утёсов» на XXIII Международном Джаз-фестивале «Евразия»

## Участники
- Александр Шаталов, труба
- Станислав Горлинский, труба
- Андрей Лебедев, тенор-тромбон
- Леонид Николаев, тромбон
- Алексей Садовов, туба
- Виктор Коновалов, ударные инструменты

## Дискография
- 2003 — Living brass music
- 2004 — The Classics of Soviet Movie
- 2010 — Made in Brass